# Большое Мраморное
Большое Мраморное (устар. Синчени) — солёное озеро в России, на юге Приморского края (Хасанский район). Расположено к северу от древней дельты реки Туманная. Площадь — 1,5 км². Площадь водосбора — 12,3 км².
Акватория озера является одним из важнейших мест остановки водоплавающих птиц восточноазиатского пролётного пути, в том числе и таких редких для российского Приморья как белая цапля и пятнистая трёхперстка. На озере растет лотос.
Код в Государственном водном реестре — 20040000411118200000749.